# Piz Bever
Piz Bever är en bergstopp i Schweiz.   Den ligger i regionen Maloja och kantonen Graubünden, i den östra delen av landet, 180 km öster om huvudstaden Bern. Toppen på Piz Bever är 3 230 meter över havet, eller 281 meter över den omgivande terrängen. Bredden vid basen är 3,0 km.
Terrängen runt Piz Bever är huvudsakligen bergig, men den allra närmaste omgivningen är kuperad. Närmaste större samhälle är St. Moritz, 6,6 km öster om Piz Bever. 
Trakten runt Piz Bever består i huvudsak av gräsmarker. Runt Piz Bever är det ganska glesbefolkat, med 31 invånare per kvadratkilometer.